# Michael Emenalo
Michael Emenalo est un nigérian né le 4 juillet 1965 à Aba.

## Biographie
Après avoir été superviseur des adversaires du club anglais de Chelsea, il en devient entraîneur adjoint auprès de Carlo Ancelotti, en remplacement de Ray Wilkins, lors de la saison 2010-2011.
Après dix ans de présence au club, le 6 novembre 2017, Michael Emenalo quitte son poste de directeur technique du club anglais de Chelsea. Il devient ensuite le 27 novembre 2017, le nouveau directeur sportif de l’AS Monaco. Il quitte le club le 11 août 2019 après avoir été mis de côté à cause du retour de Leonardo Jardim sur le banc et de son mercato d'été 2018 raté (Grandsir, Chadli, etc.).